# NGC 1892
NGC 1892 är en spiralgalax i stjärnbilden Svärdfisken belägen ca 51 miljoner ljusår från solsystemet. Den upptäcktes år 1834 av John Herschel. NGC 1892 ingår i NGC 1947-gruppen som är en del av den södra superhopen.
NGC 1892 har, trots att den är en spiralgalax, en central utbuktning som morfologiskt sett är mer lik dvärggalaxer av oregelbunden typ. Galaxens centrala utbuktning, som är mycket oregelbunden, skyms av ett stoftstråk. NGC 1892 är också värd för en kärnstjärnhop med en uppskattad massa på 7,381 miljoner solmassor, och ett supermassivt svart hål med en uppskattad massa på 4,7 miljoner solmassor.
En trolig supernova av typ IIP fotograferades av Carnegie-Irvine Galaxy Survey (CGS) år 2004, men den upptäcktes inte förrän den brasilianska amatörastronomen Jorge Stockler de Moraes jämförde CGS-bilden med en han tog i januari 2017.